# 1999 au Nouveau-Brunswick
Chronologie du Nouveau-Brunswick
- 1995
- 1996
- 1997
- 1998
- 1999
- 2000
- 2001
- 2002
- 2003

Cette page concerne des événements d'actualité qui se sont produits durant l'année 1999 dans la province canadienne du Nouveau-Brunswick.

## Événements
- Création de la Fondation Viola Léger (promotion et développement du théâtre en Acadie).
- 3 au 11 avril : les Championnats du monde de curling féminin se déroulent au Harbour Station à Saint-Jean.
- 7 juin : 54e élection générale néo-brunswickoise.
- 21 juin : Bernard Lord devient premier ministre du Nouveau-Brunswick à la suite de la défaite du chef de l'Association libérale Camille Thériault lors de l'élection néo-brunswickoise du 7 juin 1999.
- Septembre : Crise de Burnt Church.
- 3 au 5 septembre : VIIIe Sommet de la Francophonie à Moncton.
- 15 septembre : première du film Full Blast d'après le roman L'Ennemi que je connais de Martin Pître et mettant en vedette David La Haye, Martin Desgagné, Louise Portal et Marie-Jo Thério. Ce film décrit comme le premier film acadien au Nouveau-Brunswick.
- 27 septembre : La députée fédérale néo-démocrate de Beauséjour Angela Vautour quitte son parti pour se joindre au Parti progressiste-conservateur fédérale.
- 8 octobre : Roméo Leblanc démissionne de son poste du gouverneur général du Canada en raison de problèmes de santé.

## Décès
- 1er janvier : 
  - Édith Pinet, infirmière.
  - Basile Roussel, maire.
- 16 août : Hédard Robichaud, lieutenant-gouverneur du Nouveau-Brunswick.
- 5 octobre : Fernand Dubé, député et ministre.